# Pseudomaso longipes
Pseudomaso longipes är en spindelart som beskrevs av George Hazelwood Locket och Anthony Russell-Smith 1980. Pseudomaso longipes ingår i släktet Pseudomaso och familjen täckvävarspindlar.
Artens utbredningsområde är Nigeria. Inga underarter finns listade i Catalogue of Life.